# Sora Yachi
Sora Yachi (谷地 宙?, Yachi Sora; Shiwa, 4 maggio 2000) è un combinatista nordico giapponese.

## Biografia
Yachi, attivo dal marzo del 2017, in Coppa del Mondo ha esordito il 15 gennaio 2021 in Val di Fiemme (45º) e ha ottenuto il primo podio il 4 dicembre 2021 a Lillehammer (3º); l'anno dopo ai XXIV Giochi olimpici invernali di Pechino 2022, suo esordio olimpico, si è piazzato 30º nel trampolino normale mentre ai Mondiali di Planica 2023, sua prima presenza iridata, è stato 29º nel trampolino normale, 25º nel trampolino lungo e 7º nella gara a squadre e a quelli di Trondheim 2025 si è classificato 26º nel trampolino normale, 25º nel trampolino lungo e 5º nella gara a squadre.

## Palmarès

### Coppa del Mondo
- Miglior piazzamento in classifica generale: 30º nel 2022
- 1 podio (a squadre):
  - 1 terzo posto